# Акопян Володимир Едуардович
Володи́мир Едуа́рдович Акопя́н (вірм. Վլադիմիր Հակոբյան; нар. 7 грудня 1971, Баку, Азербайджан) — вірменський, раніше радянський, шахіст; гросмейстер (1991). Заслужений майстер спорту Вірменії.
 Переможець чемпіонату світу 2011 року та триразовий переможець Шахових олімпіад в складі команди Вірменії. Фіналіст чемпіонату світу ФІДЕ по нокаут-системі (1999).
Його рейтинг станом на січень 2016 року — 2656 (95-е місце у світі, 3-є у Вірменії).
В 5 років Володимира навчив грати в шахи батько — викладач Єреванського політехнічного інституту. Коли хлопчику виповнилося 8 років, він виграв в Литві свій перший турнір, отримавши перемогу в усіх партіях.
У Акопяна багато паралелей с Каспаровим. Проживав в Баку, любив відпочивати в Загульбі і грати в футбол, проходив шахові інститути в школі Ботвинника — Каспарова.
В 14 років виграв в Аргентині чемпіонат світу серед кадетів (юнаків до 16 років), його вчителі так говорили про його можливості:
Г. Каспаров: «Він повинен ввійти в дюжину найсильніших шахістів світу».
М. Ботвиник: «Акопян може завоювати найвище звання, але в тому випадку, якщо працюватиме, як Каспаров».
У 1989 Володимир став чемпіоном світу серед юнаків до 18 років, а ще через два роки, блискуче виступив на міжнародному турнірі в Никшичі (1991), розділив 1-2 місце з Соколовим і перевиконав норму гросмейстера. У 1992 його рейтинг досяг позначки 2600 одиниць, що вважається в шаховому світі рівнем екстра-класу, проте рішучий прорив на претендентський рівень не вдавався. Окремі успіхи в турнірах чередувалися з невдачами.
1999 став роком нового творчого підйому. Акопян успішно зіграв в двох турнірах по швейцарській системі в Дубаї (1-2 місця) і Філадельфії (1-10). Бравши участь в чемпіонаті світу ФІДЕ по нокаут-системі в Лас-Вегасі, дійшов до фіналу без жодної поразки, послідовно вибивши з турніру М. Чибурданідзе (1½ : ½), Е. Бареєва (2½ : 1½), Кир. Георгієва (1½ : ½), С. Мовсесяна (2½ : 1½) і М. Адамса (2½ : ½). Оцінюючи шанси фіналістов, Г. Каспаров на сайті свого клуба написав, що «фантазія Халіфмана і його бідьш високий рівень підготовки можуть значити значно менше, ніж тверда рука і характер Акопяна». Проте в фіналі переміг гросмейстера з Санкт-Петербургу.
У червні 2006 року разом з Левоном Ароняном, Кареном Асряном, Смбатом Лпутяном, Габріелом Саркісяном і Арташесом Мінасяном став чемпіоном 37-й шахової Олімпіади в Турині й був нагороджений медаллю Мовсеса Хоренаці.
За перемогу в 38-й олімпіаді в Дрездені був нагороджений медаллю «За заслуги перед Вітчизною» першого ступеня.
Переможець міжнародних турнірів: Нішка-Баня — 1990, Буенос-Айрес — 1991, Никшич — 1991, Лос-Анджелес — 1991 (відкритий чемпіонат США), Беер-Шева — 1992, Канн — 1993, Санкт-Петрербург — 1994, Лас-Вегас — 1994, Ель Вендрелл — 1996, Берлін — 1996, Альбервіль — 1999, Дубай — 1999, Філадельфія — 1999, Бастія — 1999, Убеда — 2001, Лас-Вегас — 2001, Етьен-ле-Бен — 2001, Бад-Віссе — 2001, Альбервіль — 2002.

## Цікаві факти
2005 року Акопян був заарештований в Дубайському аеропорті, помилково сприйнятим за розшукуваного Інтерполом вбивцю, повним однофамільцем. Недорозуміння розяснилось, проте через нього Акопян запізнився до початку турніру, в якому був би рейтинг-фаворитом.

## Зміни рейтингу
| На цьому місці має відображатися графік чи діаграма, однак з технічних причин його відображення наразі вимкнено. Будь ласка, не видаляйте код, який викликає це повідомлення. Розробники вже працюють для того, щоби відновити штатне функціонування цього графіка або діаграми. | |
| | На цьому місці має відображатися графік чи діаграма, однак з технічних причин його відображення наразі вимкнено. Будь ласка, не видаляйте код, який викликає це повідомлення. Розробники вже працюють для того, щоби відновити штатне функціонування цього графіка або діаграми. |